# Arnold Badjou
Arnold "Nolle" Badjou (Laken, 25 juni 1909 – ?, 17 september 1994) was een Belgisch voetballer die speelde als doelman. Hij voetbalde in Eerste klasse bij Daring Club Brussel en speelde 34 interlands voor het Belgisch voetbalelftal.

## Loopbaan
Badjou debuteerde in 1928 in het eerste elftal van Daring Club Brussel en speelde er tot in 1939. Tot in 1933 stond hij er afwisselend met Louis Vandenbergh in doel. Met de club werd hij tweemaal landskampioen (1936 en 1937), werd hij tweemaal tweede (1934 en 1938) en won hij in 1935 de Beker van België.183 wedstrijden speelde Badjou in eerste klasse.
Tussen 1930 en 1939 speelde Badjou 34 wedstrijden voor het Belgisch voetbalelftal. Hij speelde twee wedstrijden op het Wereldkampioenschap voetbal 1930 in Uruguay en één wedstrijd op het Wereldkampioenschap voetbal 1938 in Frankrijk. Badjou zat eveneens in de selectie voor het Wereldkampioenschap voetbal 1934 in Italië maar speelde er uiteindelijk geen wedstrijden.

## Na de loopbaan
In 1959 raakte hij half verlamd tijdens een amateurwedstrijd op zaterdag. In 1971 werd er een benefiet gespeeld voor Arnold Badjou, georganiseerd door Michel Verschueren en voorzitter L"Excluse van Daring Molenbeek. Die wedstrijd werd gespeeld op 27 april 1971 tussen Daring CB en Beerschot AC, en werd met 0-2 gewonnen door Beerschot.
Vanaf toen is hij beginnen schilderen. Van alle spelers van de ploeg van het Wereldkampioenschap 1930 leefde hij het langst.